# Ljubomir Ljubojević
Ljubomir Ljubojević (en serbi: Љубомир Љубојевић), és un jugador d'escacs serbi, nascut el 2 de novembre de 1950 a Titovo Užice, Iugoslàvia (actualment Užice, Sèrbia). Ljubojević obtingué el títol de Mestre Internacional el 1970, i el de Gran Mestre el 1971.
Tot i que roman inactiu des de setembre de 2010, a la llista d'Elo de la FIDE de febrer de 2015, hi tenia un Elo de 2571 punts, cosa que en feia el jugador número 4 de Sèrbia. El seu màxim Elo va ser de 2610 punts, a la llista de gener de 1992 (posició 29 al rànquing mundial).

## Resultats destacats en competició
Fou Campió de Iugoslàvia el 1977 (ex aequo, amb Srdjan Marangunić) i el 1982. Va guanyar l'edició de 1974 del fort Campionat d'escacs obert del Canadà, a Mont-real. El 1983 era el tercer jugador mundial segons la llista d'Elo de la FIDE, tot i que mai va reeixir en assolir la fase del Torneig de Candidats per lluitar pel títol de Campió del món.
Ljubojević va representar Iugoslàvia en dotze Olimpíades d'escacs, nou cops al primer tauler, amb un resultat global del 63,5% (+66 =75 −22). Va guanyar una medalla d'or individual per la seva actuació al tercer tauler a la XX Olimpíada, Skopje 1972, i tres medalles de bronze (una d'individual i dues per equips). El 1989 formà part (com a 1r tauler) de l'equip iugoslau que guanyà la medalla d'argent (rere l'URSS) al II Campionat del món per equips, a Luzerna, on hi puntuà (+1 =8 -0). En aquesta competició, a més, hi va guanyar la medalla de bronze per la seva actuació al tercer tauler.
Ljubojević empatà al primer lloc, amb Robert Hübner al Torneig de Linares de 1985. El 1987 va participar en el torneig Interzonal de Szirak, a Hongria, dins el cicle pel campionat del món d'escacs de 1990, i hi acabà 7è (de 18). Va participar en el Torneig Interzonal de Manila de 1990, on hi acabà en el lloc 15è amb 7.5/13 punts. Ha derrotat pràcticament tots els Grans Mestres actius durant la seva carrera, inclosos els Campions del món Garri Kaspàrov i Anatoli Kàrpov. Tot i que segueix jugant per Sèrbia, viu des de fa molts anys a Linares.

### Victòries en torneigs
- Palma 1971
- Las Palmas 1975
- Manila 1975
- Torneig Corus, Wijk aan Zee 1976
- São Paulo 1979
- Buenos Aires 1979
- Linares 1985
- Reggio Emilia 1985-86[18]
- Belgrad 1987
- Brussel·les 1987
- Barcelona 1989
- Reggio Emilia 1990-91[19]

## Partides notables
- Ljubomir Ljubojević vs Ulf Andersson, Wijk aan Zee 1976, defensa siciliana: Variant Paulsen, Subvariant Bastrikov (B47), 1-0
- Bent Larsen vs Ljubomir Ljubojević, Milà 1975, Defensa Benoni: Variant clàssica, Defensa Czerniak (A77), 0-1
- Ljubomir Ljubojević vs Viktor Kortxnoi, Torneig de Linares 1985, Defensa francesa: Variant Winawer, Subvariant del peó enverinat (C18), 1-0
- Ljubomir Ljubojević vs Anthony Miles, Bugojno 1986, Obertura Anglesa (A10), 1-0